# Allgemeine Naturgeschichte für alle Stände

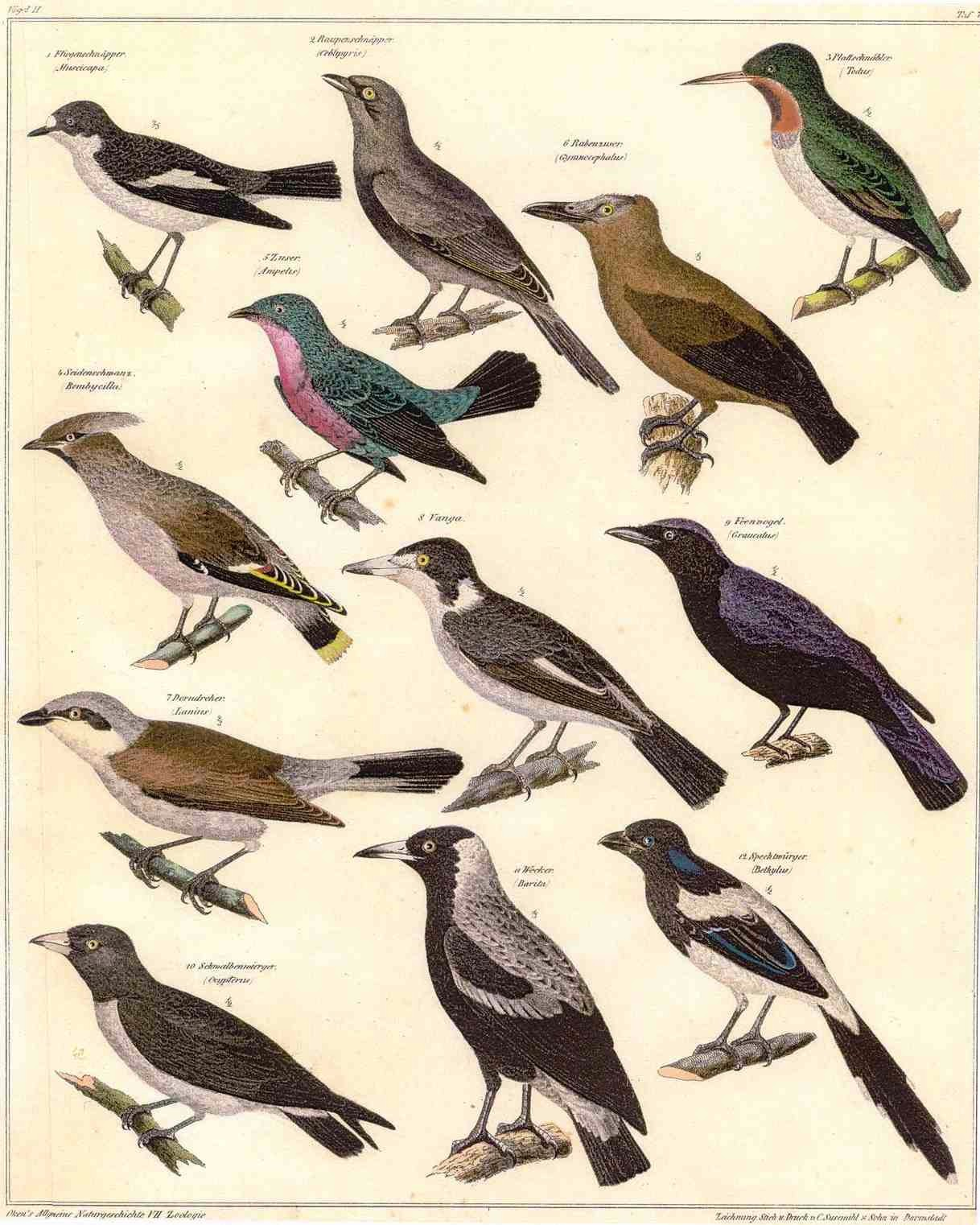
Zeichnung von Johann Conrad Susemihl, aus „Allgemeine Naturgeschichte für alle Stände“ von Lorenz Oken (1779–1851)

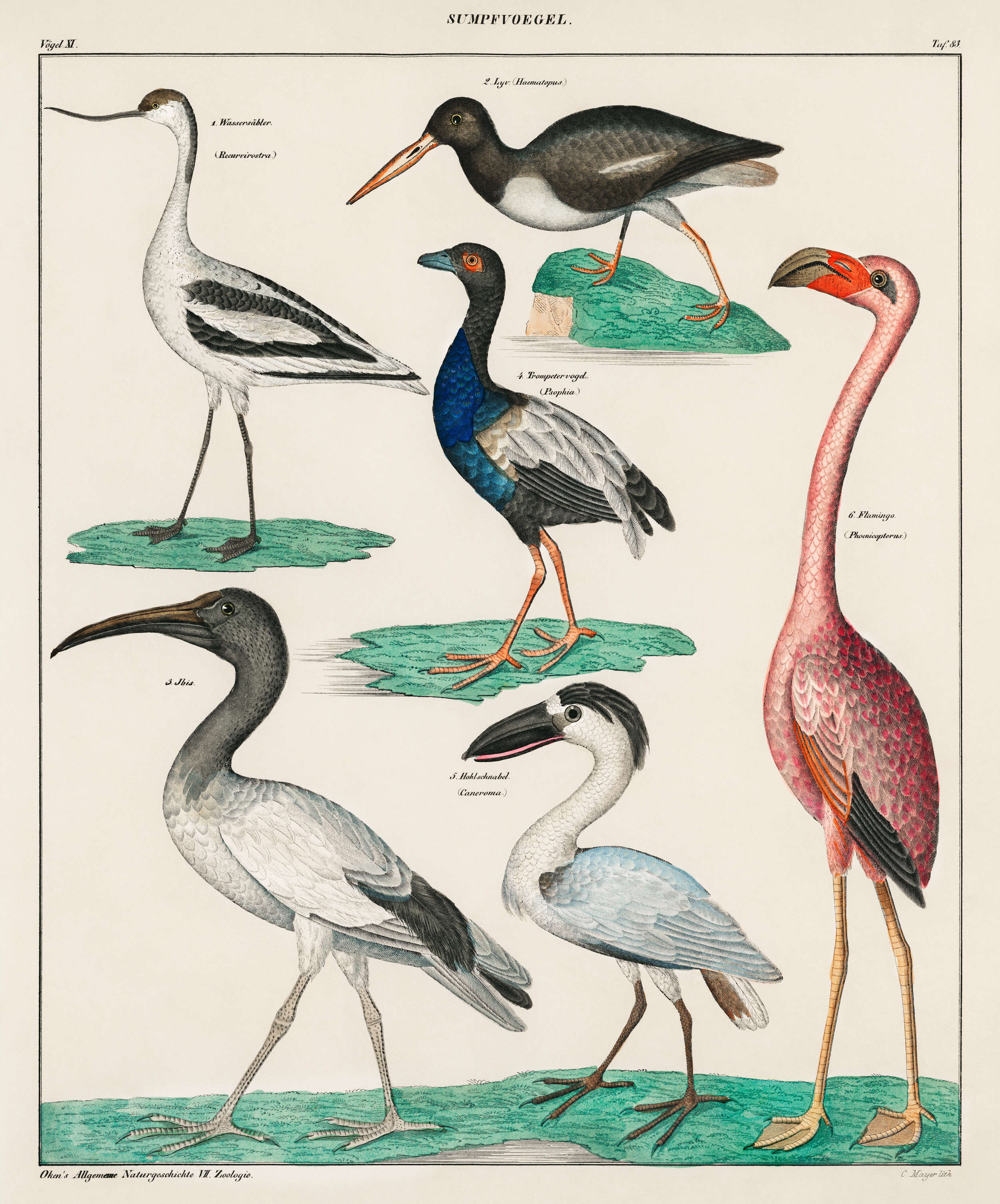
Sumpfvögel

Die Allgemeine Naturgeschichte für alle Stände ist ein monumentales naturgeschichtliches Werk des Biologen und Naturphilosophen Lorenz Oken (1779–1851), welches quasi das gesamte wissenschaftliche und naturphilosophische Œuvre dieses bedeutendsten Vertreters der naturphilosophischen Lehren Schellings beinhaltet. Die dreizehn Bände der Allgemeinen Naturgeschichte wurden in den Jahren 1833 bis 1841 in der Hoffmannschen Verlagsbuchhandlung in Stuttgart publiziert und in den folgenden zwei Jahren noch durch einen Bildatlas und ein Universalregister ergänzt.
Für Alfred Brehm war dieses Werk Okens ein wichtiges Vorbild beim Abfassen seines Thierlebens.

Der Allgemeinen Deutschen Biographie (ADB) zufolge ist Okens große Naturgeschichte 

„wohl das letzte Werk, in welchem ein und derselbe Verfasser die ganze Naturgeschichte erschöpfend behandelt. Sie ist eine große Leistung Okens; denn wenn man auch zweifelhaft sein kann, ob das darin enthaltene Naturphilosophische anregend und befruchtend gewirkt hat, so ist doch der spezielle Teil so reichhaltig und dabei so klar und faßlich behandelt, daß das vielverbreitete Werk oft und gern zu Rate gezogen (und) viel mehr benutzt als zitiert wurde“

Karl Ernst von Baer (1792–1876) hob bei all seiner Kritik an Okens Werken hervor, dass in ihnen etwas Wertvolles enthalten sei, nämlich die Lehre von den „Verwandtschaftsverhältnissen“ unter den Tieren.

## Übersicht
- Allgemeine Naturgeschichte für alle Stände. Carl Hoffmann, Stuttgart 1833–1841. (Digitalisate: urn:nbn:de:hbz:061:2-18467)
  - Erster Band. Mineralogie und Geognosie. Bearbeitet von Friedrich August Walchner, 1839.
  - Zweyter Band oder Botanik erster Band. 1839.
  - Dritter Band erste Abtheilung oder Botanik, zweyter Band erste Abtheilung. Mark- und Schaftpflanzen. 1841.
  - Dritter Band dritte Abtheilung oder Botanik, zweyter Band dritte Abtheilung. Fruchtpflanzen. 1841.
  - Dritter Band zweyte Abtheilung oder Botanik, zweyter Band zweyte Abtheilung. Stamm- und Blüthenpflanzen. 1841.
  - Vierter Band, oder Thierreich, erster Band. 1833.
  - Fünfter Band erste Abtheilung oder Thierreich, zweiter Band erste Abtheilung. 1835.
  - Fünfter Band zweite Abtheilung oder Thierreich, zweiter Band zweite Abtheilung. 1835.
  - Fünfter Band dritte Abtheilung oder Thierreich, zweiter Band letzte Abtheilung. 1836.
  - Sechster Band, oder Thierreich dritter Band. 1836.
  - Siebenter Band erste Abtheilung, oder Thierreich vierter Band erste Abtheilung. Vögel. 1837.
  - Siebenter Band zweyte Abtheilung, oder Thierreich, vierter Band zweyte Abtheilung. Säugthiere 1. 1838.
  - Siebenter Band dritte Abtheilung, oder Thierreich, vierter Band dritte Abtheilung. Säugthiere 2. Schluß des Thierreichs. 1838.